# Heini O. Heinesen
Heini Oyolvur Heinesen (Kunoy, 1938. augusztus 6. – Klaksvík, 2018. augusztus 13.) feröeri politikus, a Tjóðveldi tagja és elnöke (1994–1998).

## Pályafutása
1954-1955-ig tengerészként dolgozott, majd 1959-ig Klaksvíkban tanult ácsmesterséget. 1967-1977-ig ácsként dolgozott.
1962-1970 között Kunoy község tanácsának tagja, majd 1977-2009-ig a község polgármestere volt. Először 1984-ben lett a Løgting tagja, és több választási cikluson át az maradt egészen 2004-ig. 2008-ban ismét parlamenti képviselővé választották. 1994 és 1998 között a Tjóðveldisflokkurin elnöke volt.

## Magánélete
Szülei Jensa Maria sz. Ennistein és Jens Richard Heinesen Kunoyról. Jelenleg is Kunoyon él.

## Fordítás
- Ez a szócikk részben vagy egészben a Heini O. Heinesen című norvég Wikipédia-szócikk ezen változatának fordításán alapul.  Az eredeti cikk szerkesztőit annak laptörténete sorolja fel. Ez a jelzés csupán a megfogalmazás eredetét és a szerzői jogokat jelzi, nem szolgál a cikkben szereplő információk forrásmegjelöléseként.